# 恰姆古河
恰姆古河（俄语：Река Чамгу）或チャムグ川（日语：／）是萨哈林州诺格利基区的河流，源起，长48公里，流域面积382平方公里，注入鄂霍次克海。河名在尼夫赫语中是“鹰”或“萨满”的意思。

## 引用
1. ↑  М·Г·瓦西科夫斯基. . 列宁格勒: 气象出版社. 1973 （俄语）.
2. ↑  . 国家水登记处.   [2024-01-05]. （原始内容存档于2024-01-05） （俄语）.
3. ↑  К. М. Браславец. . Южно-Сахалинск: Дальневосточное книжное издательство. 1983: 121.